# Bombardeta
La bombardeta fue una pieza de artillería del siglo XV y finales del anterior. Estaba construida, igual que la bombarda, con duelas y aros de hierro forjado Se componía de caña y recámara, que se acoplaban al terminar la carga.
Su calibre era menor, de 4 o 5 cm a 8 cm generalmente, y su longitud de ánima bastante mayor que la de la bombarda.